# Bad Neuenahr
Bad Neuenahr (Nederlands: Nieuwenaar) is een plaats in de Duitse gemeente Bad Neuenahr-Ahrweiler, deelstaat Rijnland-Palts, en telt 11.842 inwoners (2011).

## Geografie
De stad is de oostelijke helft van een tweelingstad. De westelijke helft, meer stroomopwaarts langs de Ahr, is Ahrweiler.
Bad Neuenahr ligt dichtbij  afrit 31 van de Bundesautobahn 61.

## Geschiedenis
De stad ontstond uit drie reeds in de middeleeuwen ontstane plaatsen aan de Ahr: Wadenheim en Hemmessen (beide ten noorden van de Ahr) en Beul (ten zuiden van de rivier). 
De benaming Neuenahr dateert van 1874. De Apollinarisbron te Wadenheim werd in 1852 aangeboord door een plaatselijke wijnboer, Georg Kreuzberg.
In 1858 werden de geneeskrachtige baden bij de twee jaar eerder ontdekte minerale bronnen  voor het publiek geopend. In 1927 werd de status van kuuroord officieel erkend en mocht Neuenahr zich voortaan  Bad Neuenahr noemen. Rondom het kuurcentrum lagen in 2019, blijkens de website van de gemeente, in totaal 15 klinieken, gezondheidscentra en gespecialiseerde artsenpraktijken.
Eerst in 1951 werd Bad Neuenahr officieel tot stad uitgeroepen. 
De overstromingen in Europa in juli 2021 richtten in Ahrweiler en Bad Neuenahr zware schade aan. Met name bruggen over de Ahr, wegen, spoorwegen, de kuurinrichtingen en veel horecagelegenheden werden verwoest. Er viel een niet onbekend aantal doden.
- Zie ook: graafschap Nieuwenaar
- Zie ook: hertogdom Arenberg (-1803)

Zie voor meer informatie het artikel over de gemeente Bad Neuenahr-Ahrweiler.